# 阿贝拉尔多·奥利维耶
阿贝拉尔多·奥利维耶（義大利語：Abelardo Olivier，1877年11月9日—1951年1月24日），意大利男子击剑运动员。他曾获得1908年夏季奥运会男子佩剑团体银牌，1920年夏季奥运会男子花剑团体和男子重剑团体金牌。